# ألان دبليو. مور
ألان دبليو. مور (بالإنجليزية: Alan W. Moore)‏ هو مؤرخ الفن وصحفي ومؤرخ أمريكي، ولد في 1951.